# Parafia Narodzenia Najświętszej Maryi Panny w Obórkach
Parafia Narodzenia Najświętszej Maryi Panny w Obórkach – parafia Kościoła Polskokatolickiego w RP, położona w dekanacie dolnośląskim diecezji wrocławskiej.
Świątynią parafialną jest zabytkowy, drewniany kościół pod wezwaniem Świętych Apostołów Piotra i Pawła w Obórkach.

## Historia
Parafia polskokatolicka Narodzenia Najświętszej Maryi Panny w Obórkach powstała w 1967 na wniosek mieszkańców wioski, którzy poprosili o objęcie przez Kościół Polskokatolicki ich kaplicy, gdy duchowni rzymskokatoliccy zrezygnowali z dojeżdżania do nielicznej grupy wiernych. Uroczyste poświęcenie kościoła odbyło się 21 września 1967.